# Navia (Asturien)
Navia ist eine Stadt im Westen der Autonomen Gemeinschaft Fürstentum Asturien und Hauptort des gleichnamigen Concejos.

## Situation
Die Stadt liegt landeinwärts am Golf von Biscaya auf halbem Weg zwischen Gijón und Galicien und ist unter anderem über die Küstenautobahn A 8 erreichbar. Bei Navia mündet der Fluss Navia in den Atlantik, die höchste Erhebung ist mit 842 msnm der Panondres.
Die Gemeinde Navia grenzt an:
| Golf von Biscaya | Golf von Biscaya                            | Golf von Biscaya |
| Coaña            | Kompassrose, die auf Nachbargemeinden zeigt | Valdés           |
| Boal             | Villayón                                    | Valdés           |

## Parroquias
Der Concejo ist in 8  Kirchspiele gegliedert:
- Andés
- Anleo
- Navia
- Piñera
- Polavieja
- Puerto de Vega
- Villanueva
- Villapedre

## Jakobsweg
Navia ist eine Station am Jakobsweg, dem Camino de la Costa. Es gibt hier die Pilgerherberge Albergue de Peregrinos de „Piñera“ – Piñera, s/n – 33719-Navia, die über 20 Plätze verfügt.

## Wirtschaft
| Ackerbau, Viehzucht und Fischerei                                                                              | 376   | 9,57  |
| Industrie | 1.350 | 34,37 |
| Bauwirtschaft                                                                                                  | 332   | 8,45  |
| Dienstleistungsbetriebe                                                                                        | 1.870 | 47,61 |
| * Daten aus dem Statistischen Amt für Wirtschaftliche Entwicklung in Asturien, Stand 2009 (PDF; 106 kB), SADEI |       |       |

## Politik
Der Gemeinderat wird alle 4 Jahre gewählt, die 13 Sitze verteilen sich wie folgt:
| Historische Entwicklung der Sitzverteilung im Gemeinderat von Navia | Historische Entwicklung der Sitzverteilung im Gemeinderat von Navia | Historische Entwicklung der Sitzverteilung im Gemeinderat von Navia | Historische Entwicklung der Sitzverteilung im Gemeinderat von Navia | Historische Entwicklung der Sitzverteilung im Gemeinderat von Navia | Historische Entwicklung der Sitzverteilung im Gemeinderat von Navia | Historische Entwicklung der Sitzverteilung im Gemeinderat von Navia | Historische Entwicklung der Sitzverteilung im Gemeinderat von Navia | Historische Entwicklung der Sitzverteilung im Gemeinderat von Navia | Historische Entwicklung der Sitzverteilung im Gemeinderat von Navia | Historische Entwicklung der Sitzverteilung im Gemeinderat von Navia |
| ------------------------------------------------------------------- | ------------------------------------------------------------------- | ------------------------------------------------------------------- | ------------------------------------------------------------------- | ------------------------------------------------------------------- | ------------------------------------------------------------------- | ------------------------------------------------------------------- | ------------------------------------------------------------------- | ------------------------------------------------------------------- | ------------------------------------------------------------------- | ------------------------------------------------------------------- |
| Partei                                                              | 1979                                                                | 1983                                                                | 1987                                                                | 1991                                                                | 1995                                                                | 1999                                                                | 2003                                                                | 2007                                                                | 2011                                                                | 2015                                                                |
| PSOE                                                                | 1                                                                   | 4                                                                   | 5                                                                   | 5                                                                   | 3                                                                   | 4                                                                   | 5                                                                   | 6                                                                   | 7                                                                   | 8                                                                   |
| CD / AP / PP                                                        | 4                                                                   | 3                                                                   | 8                                                                   | 7                                                                   | 3                                                                   | 7                                                                   | 6                                                                   | 6                                                                   | 5                                                                   | 2                                                                   |
| FAC                                                                 |                                                                     |                                                                     |                                                                     |                                                                     |                                                                     |                                                                     |                                                                     |                                                                     | 1                                                                   |                                                                     |
| PCE / IU / IU-BA / IU-Los Verdes                                    | 2                                                                   |                                                                     |                                                                     | 1                                                                   |                                                                     | 1                                                                   | 1                                                                   | 1                                                                   |                                                                     | 3                                                                   |
| UCD / CDS                                                           | 6                                                                   | 1                                                                   |                                                                     |                                                                     |                                                                     |                                                                     |                                                                     |                                                                     |                                                                     |                                                                     |
| CICN                                                                |                                                                     |                                                                     |                                                                     |                                                                     | 7                                                                   |                                                                     |                                                                     |                                                                     |                                                                     |                                                                     |
| CINA                                                                |                                                                     |                                                                     |                                                                     |                                                                     |                                                                     |                                                                     | 1                                                                   |                                                                     |                                                                     |                                                                     |
| URAS / URAS-PAS                                                     |                                                                     |                                                                     |                                                                     |                                                                     |                                                                     | 1                                                                   |                                                                     |                                                                     |                                                                     |                                                                     |
| Parteilose                                                          |                                                                     | 5                                                                   |                                                                     |                                                                     |                                                                     |                                                                     |                                                                     |                                                                     |                                                                     |                                                                     |
| Total                                                               | 13                                                                  | 13                                                                  | 13                                                                  | 13                                                                  | 13                                                                  | 13                                                                  | 13                                                                  | 13                                                                  | 13                                                                  | 13                                                                  |

## Partnerstädte
Spanien Móstoles